# Melipotis nigrobasis
Melipotis nigrobasis är en fjärilsart som beskrevs av Achille Guenée 1852. Melipotis nigrobasis ingår i släktet Melipotis och familjen nattflyn. Inga underarter finns listade i Catalogue of Life.